# Conservatoire national supérieur d'art dramatique

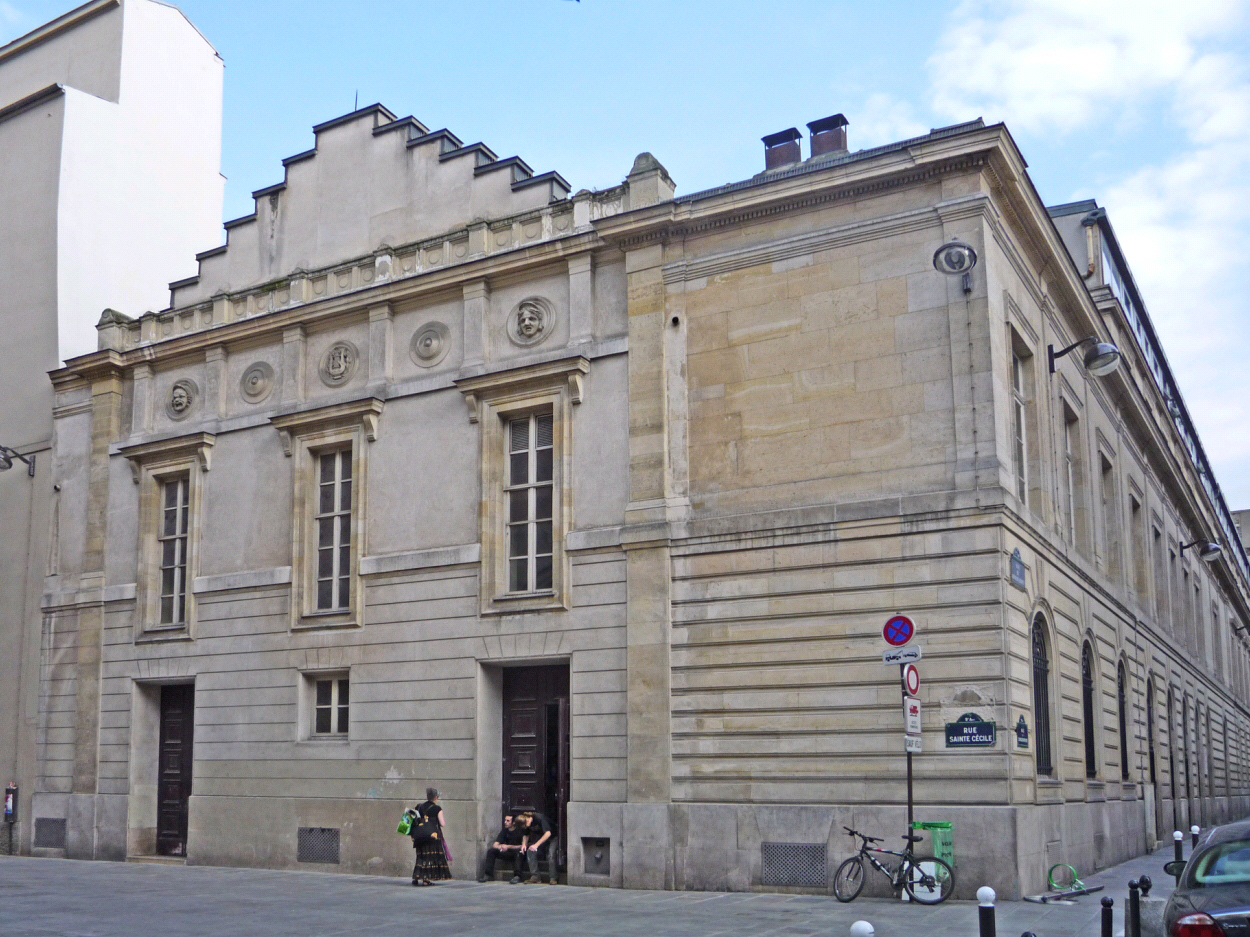
Fachada del Conservatoire national supérieur d'art dramatique

El Conservatoire national supérieur d'art dramatique es una gran escuela de teatro francesa.
Se remonta a la École royale de chant et de déclamation, fundada en 1784, donde hablar era más bien un tema menor para los músicos. Esto explica también el término conservatorio, que se utiliza generalmente para las escuelas de música, pero no para las escuelas de teatro.
En 1806 la interpretación se convirtió en mayor. En 1946 se dividió el conservatorio, permitiendo que el teatro mantuviera el Théâtre du Conservatoire, que había sido diseñado como sala de conciertos en 1811, y los músicos se trasladaron. El conservatorio tiene su nombre actual desde 1968.

## Alumnado
- Berthe Bovy
- Amira Casar
- Alejandro Castillo
- Jacques Charon
- Margaux Châtelier
- Lionel Lingelser
- Joséphine de Meaux
- Jean-Pierre Miquel
- Raphaël Personnaz
- Jean-Pierre Darroussin